# Cytheropteron tsugaruense
Cytheropteron tsugaruense är en kräftdjursart som beskrevs av Tabuki 1986. Cytheropteron tsugaruense ingår i släktet Cytheropteron och familjen Cytheruridae. Inga underarter finns listade i Catalogue of Life.